# Iodeto de n-butila
Iodeto de butila é um composto orgânico, um dos derivados iodados do butano. Ele é usado como agente de alquilação.